# Pleraplysilla parviconulata
Pleraplysilla parviconulata är en svampdjursart som först beskrevs av Polejaeff 1884.  Pleraplysilla parviconulata ingår i släktet Pleraplysilla och familjen Dysideidae. Inga underarter finns listade i Catalogue of Life.